# Spurius Servilius Priscus Structus
Pour les articles homonymes, voir Servilius Priscus Structus.
Spurius Servilius Priscus Structus est un homme politique romain du Ve siècle av. J.-C., consul en 476 av. J.-C.

## Famille
Il est le fils de Publius Servilius Priscus Structus, consul en 495 av. J.-C., et le père de Publius Servilius Priscus, consul en 463 av. J.-C. Tite-Live donne le praenomen de Spurius, Denys d'Halicarnasse celui de Servius et Diodore de Sicile celui de Caius. Néanmoins, si on considère qu'il est le père de Publius Servilius Priscus, l'abréviation Sp du praenomen Spurius est clairement lisible sur les Fastes capitolins pour l'année 463 av. J.-C. Le cognomen Structus est donné par Diodore de Sicile. Son nom complet serait donc Spurius Servilius P.f. Priscus Structus.

## Biographie

### Consulat (476)
Après leur victoire et l'anéantissement des Fabiens à la bataille du Crémère, les Véiens marchent sur Rome et repoussent le consul Titus Menenius Lanatus, avant d'être battus sur le Janicule par son collègue Caius Horatius Pulvillus.
L'année suivante, Structus devient consul avec Aulus Verginius Tricostus Rutilus. La guerre entre Rome et la cité étrusque de Véies se poursuit. Les Étrusques ont installé un avant-poste sur le Janicule d’où ils harcèlent les Romains et les empêchent de cultiver ou d’importer du blé. La population et les réfugiés entassés dans Rome souffrent des difficultés de ravitaillement et commencent à s'agiter. Les consuls tentent d’y remédier par des achats de blé auprès des peuples voisins et des réquisitions sur les stocks privés les plus abondants.

#### Le récit de Denys d'Halicarnasse
Selon Denys d'Halicarnasse, la menace de famine contraint les consuls à contre-attaquer. Ils traversent le Tibre de nuit et établissent leur camp au pied du Janicule. Les Romains ont le dessus dans un premier affrontement contre les Véiens mais Structus, placé à la tête de l’aile gauche, poursuit inconsidérément l’adversaire sur la pente du Janicule et se fait battre lorsque celui-ci contre-attaque. Le consul Tricostus, qui a atteint le sommet du Janicule par un autre chemin, prend les Véiens à revers, renverse la situation et reste maître du champ de bataille. De nuit, les Véiens se replient, abandonnant leur camp, que les Romains détruisent. En raison des pertes subies, le Sénat refuse que les consuls défilent en triomphe pour cette amère victoire.

#### Le récit de Tite-Live
Tite-Live rapporte les événements de façon différente. Selon lui, les Véiens assiègent Rome et ravagent les environs, jusqu'à tomber dans le même piège que les 306 Fabiens, c'est-à-dire dans une embuscade lors de pillages. Une partie des Véiens est alors massacrée. Cet échec est suivi d'un autre plus important : ils tentent de prendre d'assaut le camp du consul Structus sur le Champ de Mars, mais sont repoussés et doivent fuir jusqu'au Janicule, leur point de départ. Cette fois c'est Structus, précédemment attaqué, qui tente l'assaut, mais il échoue jusqu'à ce que Tricostus prenne le camp ennemi d'assaut par l'arrière et batte les Véiens.

### Légat de Publicola (475)
En 475 av. J.-C., le consul Publius Valerius Publicola est envoyé à la tête d'une armée romaine affronter les forces coalisées des Étrusques et des Sabins. Structus l'accompagne en tant que légat. L'armée romaine est renforcée par des troupes auxiliaires fournies par les Latins et les Herniques, alliés de Rome,. Publicola attaque les Sabins, établis devant les murs de Véies, et les repousse dans la ville. L'ennemi est défait et mis en déroute. Publicola reçoit du Sénat l'honneur de célébrer un triomphe pour sa victoire.

### Procès (475)
En 475 av. J.-C, dès sa sortie de charge, Structus est accusé par deux tribuns de la plèbe, Lucius Caedicius et Titus Statius, d'être responsable de l'échec de l'assaut du Janicule,. L'affaire est portée devant les comices tributes, et son ancien collègue Tricostus prend sa défense, lui faisant bénéficier de sa popularité.
L'année précédente, un autre consul, Titus Menenius Lanatus, est lui aussi poursuivi pour un échec militaire. Si lors de ces deux procès les tribuns poursuivent les anciens consuls pour leur conduite militaire, ils pourraient en fait leur reprocher leur opposition à la ratification d'une loi agraire que réclament les plébéiens. Selon Tite-Live, une fois condamné, l'ancien consul Lanatus s'est laissé mourir, ce qui amène le peuple à épargner Structus,.

### Auteurs antiques
- Tite-Live, Histoire romaine, Livre II, 51-52 sur le site de l'Université de Louvain
- Diodore de Sicile, Histoire universelle, Livre XI, 18 sur le site de Philippe Remacle
- (en) Denys d'Halicarnasse, Antiquités romaines, Livre IX, 25-49 sur le site LacusCurtius

### Auteurs modernes
- (en) T. Robert S. Broughton, The Magistrates of the Roman Republic : Volume I, 509 B.C. - 100 B.C., New York, The American Philological Association, coll. « Philological Monographs, number XV, volume I », 1951, 578 p.
- (fr) Janine Cels-Saint-Hilaire, La République des tribus : Du droit de vote et de ses enjeux aux débuts de la République romaine (495-300 av. J.-C.), Toulouse, Presses universitaires du Mirail, coll. « Tempus », 1995, 381 p. (ISBN 2-85816-262-X, lire en ligne)
- (fr) Jean-Claude Richard, Les origines de la plèbe romaine : Essai sur la formation du dualisme patricio-plébéien, Rome, École française, 1978, 653 p.